# Ratsschulglocke von 1578

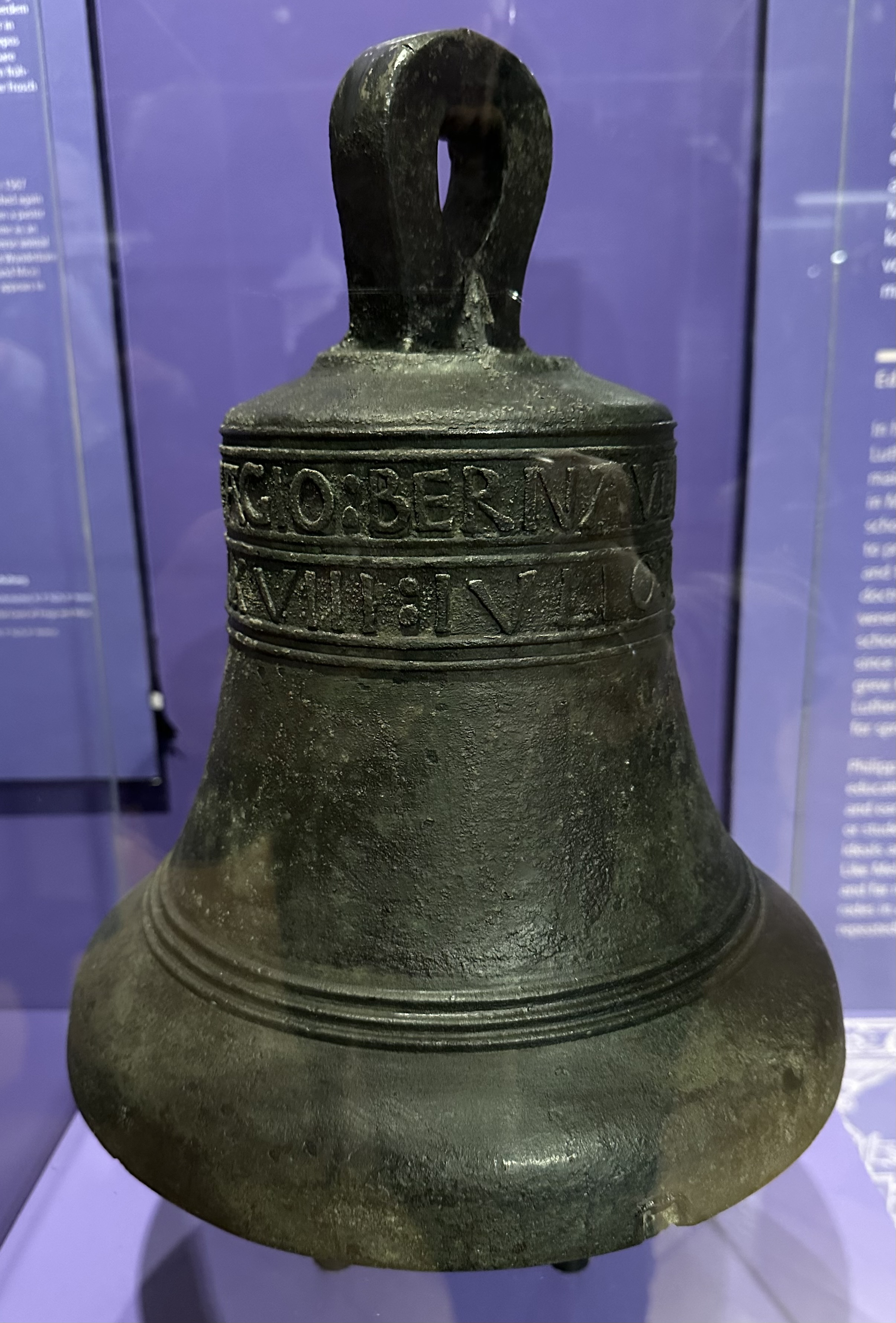
Ratsschulglocke von 1578, im Museum 2025

Die Ratsschulglocke von 1578 ist eine Schulglocke in Magdeburg in Sachsen-Anhalt. Sie befindet sich im Kulturhistorischen Museum.

## Geschichte

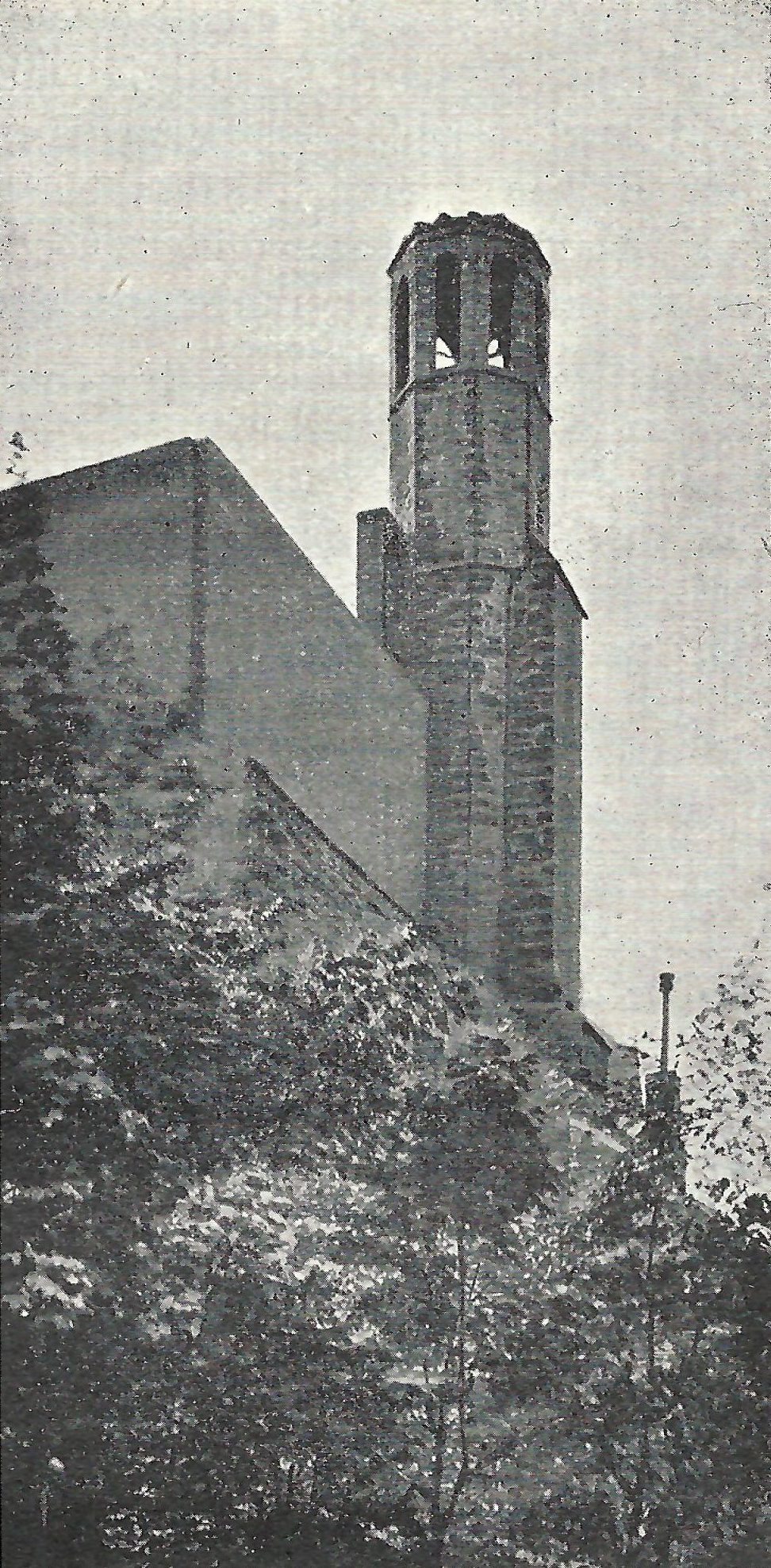
Turm des ehemaligen Franziskanerklosters, in dem die Glocke wohl zwischen 1578 und 1717 hing.

Die Glocke wurde für die Magdeburger Ratsschule im Jahr 1578 gegossen. Namentlich ist auf ihr der damalige Rektor der Schule und Dichter Georg Rollenhagen erwähnt. Er wird in der Inschrift als achter Rektor bezeichnet, obwohl er der neunte Rektor war. Möglicherweise wurde einer seiner Amtsvorgänger nicht mitgezählt oder es liegt ein Fehler beim Guss in der Inschrift vor.

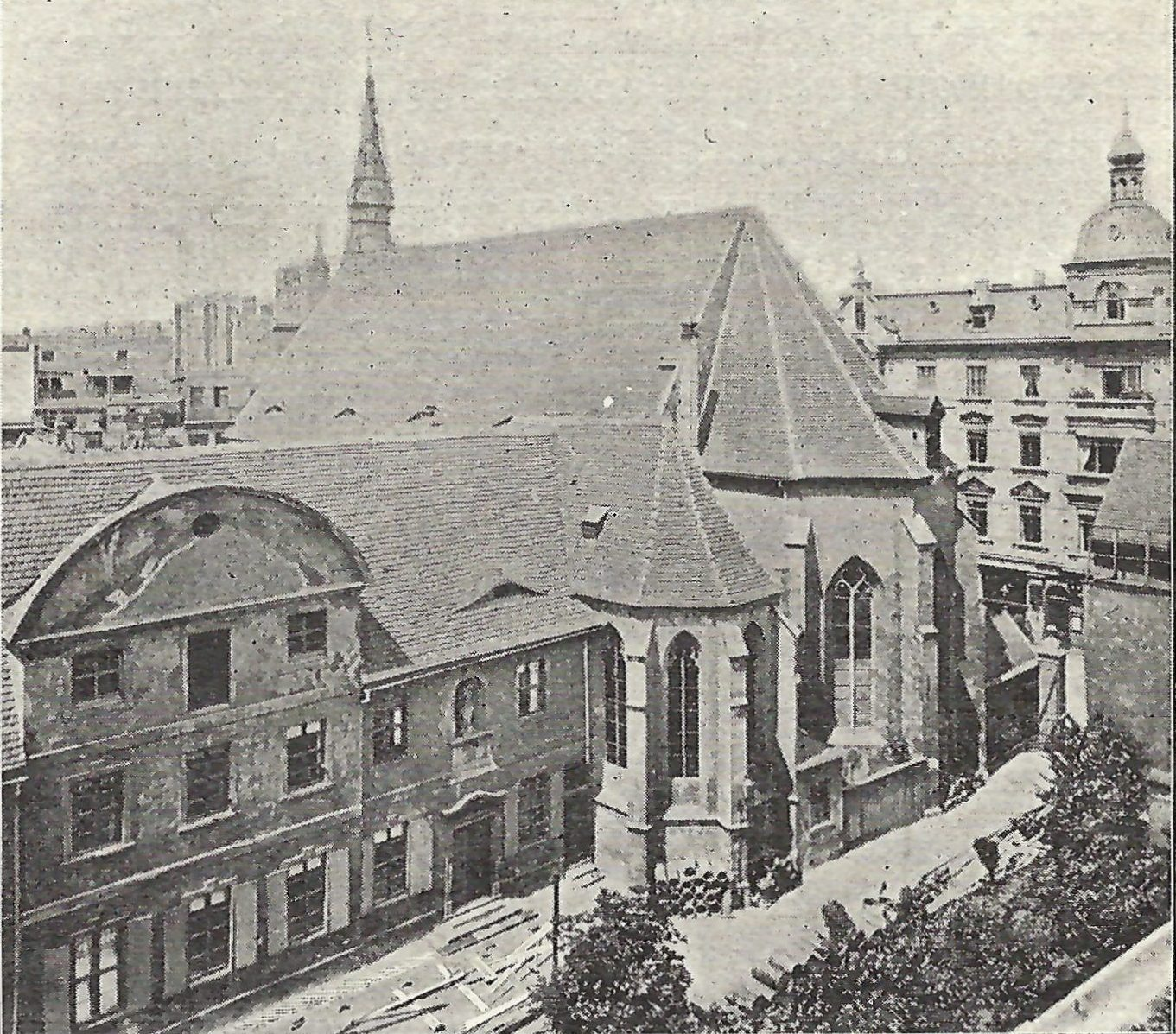
Links das Hospital St. Annen, auf dessen Dachboden die Glocke zeitweise hing.

Die Glocke hing vermutlich seit 1578 im zur Schule gehörenden Turm des Franziskanerklosters. Sie hat wohl im Turm auch die Zerstörung Magdeburgs im Jahr 1631 überstanden. Vermutlich wurde sie 1717 durch eine deutlich größere neue Ratsschulglocke ersetzt. In der Folgezeit gelangte sie an das Hospital St. Annen. Dort hing sie zumindest Anfang des 20. Jahrhunderts ungenutzt in einem Winkel eines engen Dachbodens und war nur über eine Dachluke zugänglich.
Schließlich gelangte die kleine Glocke ins heutige Kulturhistorische Museum, wo sie Teil der stadtgeschichtlichen Dauerausstellung ist.

## Gestaltung

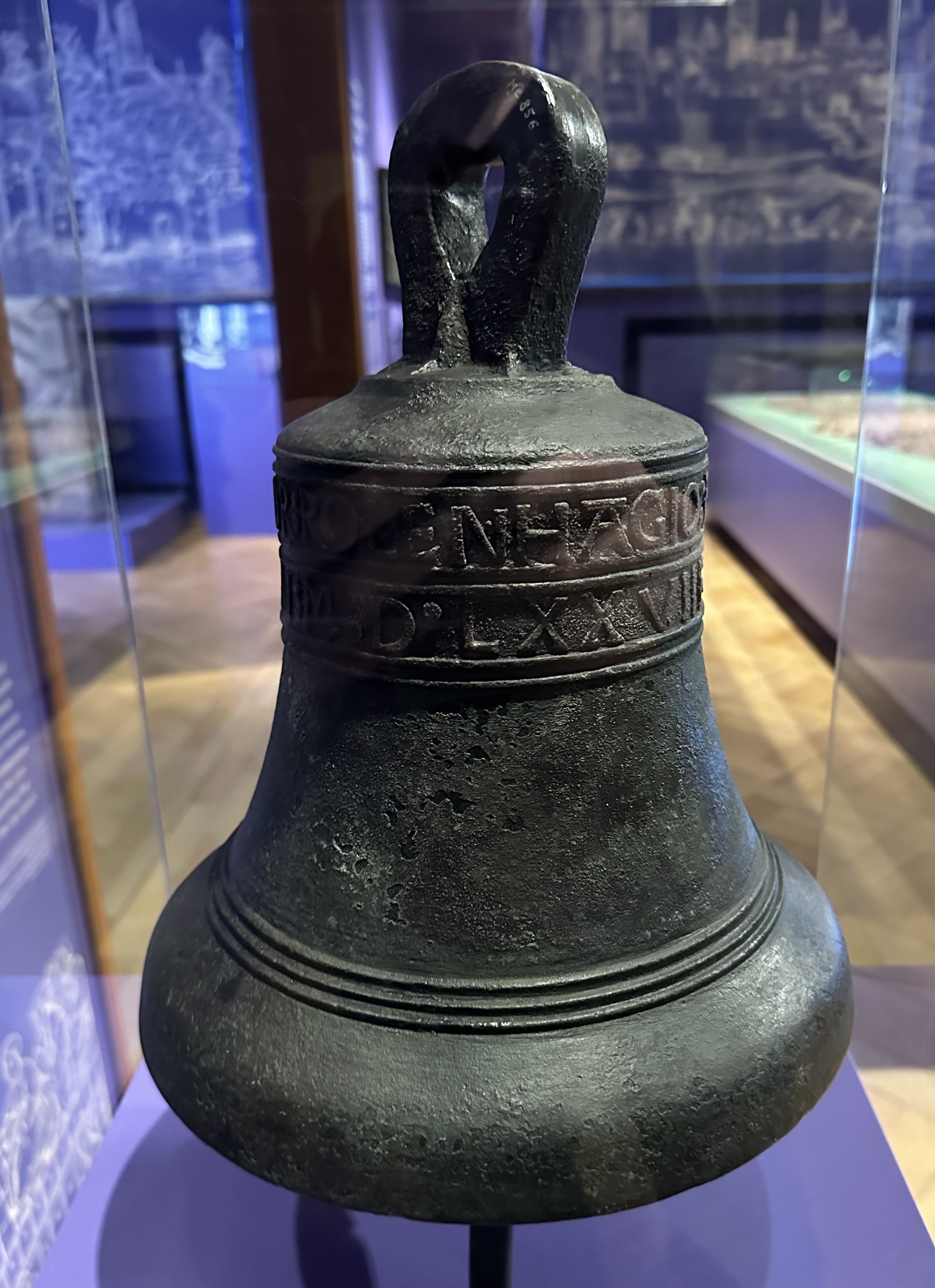
Ratsschulglocke

Der untere Durchmesser der Glocke beträgt 28 Zentimeter. Als Krone besteht eine schlichte starke Öse. Nach oben wird die Glocke von einer kreisrunden Platte abgeschlossen. Zwischen drei mal zwei Bändern befindet sich oben an der Glocke eine zweizeilige lateinische Inschrift aus lateinischen Majuskeln:
Auf Deutsch lautet der Text: (Diese Glocke ist) Gemacht, als Georg Rollenhagen aus Bernau 8. Rektor war, im Juli 1578.
Das „T“ in „RECT“ ist schief verrutscht. Um den Schlag der Glocke herum befinden sich weitere drei Bänder. Im übrigen ist die Glocke unverziert.